# Firas Al-Buraikan
Firas Al-Buraikan (in arabo فراس البريكان‎?; Riyad, 14 maggio 2000) è un calciatore saudita, attaccante dell'Al-Ahli e della nazionale saudita.

## Carriera

### Club
Nel 2019 con la maglia dell'Al-Nassr ha giocato 7 partite in AFC Champions League.

### Nazionale
Con la nazionale Under-20 saudita ha preso parte al campionato mondiale di calcio Under-20 2019.

## Statistiche

### Presenze e reti nei club
Statistiche aggiornate al 15 dicembre 2024
| Stagione        | Squadra         | Campionato      | Campionato | Campionato | Coppe nazionali | Coppe nazionali | Coppe nazionali | Coppe continentali | Coppe continentali | Coppe continentali | Altre coppe | Altre coppe | Altre coppe | Totale | Totale |
| Stagione        | Squadra         | Comp            | Pres       | Reti       | Comp            | Pres            | Reti            | Comp               | Pres               | Reti               | Comp        | Pres        | Reti        | Pres   | Reti   |
| --------------- | --------------- | --------------- | ---------- | ---------- | --------------- | --------------- | --------------- | ------------------ | ------------------ | ------------------ | ----------- | ----------- | ----------- | ------ | ------ |
| 2017-2018       | Al-Nassr        | SPL             | 1          | 1          | KC              | 1               | 0               | -                  | -                  | -                  | -           | -           | -           | 2      | 1      |
| 2018-2019       | Al-Nassr        | SPL             | 4          | 0          | KC              | 2               | 0               | ACL                | 5                  | 0                  | CdC         | 1           | 0           | 12     | 0      |
| 2019-2020       | Al-Nassr        | SPL             | 9          | 1          | KC              | 1               | 0               | ACL                | 8                  | 0                  | SS          | 0           | 0           | 18     | 1      |
| 2020-2021       | Al-Nassr        | SPL             | 14         | 2          | KC              | 1               | 0               | -                  | -                  | -                  | SS          | 0           | 0           | 15     | 2      |
| Totale Al-Nassr | Totale Al-Nassr | Totale Al-Nassr | 28         | 4          |                 | 5               | 0               |                    | 13                 | 0                  |             | 1           | 0           | 47     | 4      |
| 2021-2022       | Al-Fateh        | SPL             | 27         | 11         | KC              | 1               | 0               | -                  | -                  | -                  | -           | -           | -           | 28     | 11     |
| 2022-2023       | Al-Fateh        | SPL             | 30         | 17         | KC              | 2               | 1               | -                  | -                  | -                  | -           | -           | -           | 32     | 18     |
| 2023-gen. 2024  | Al-Fateh        | SPL             | 5          | 4          | KC              | 0               | 0               | -                  | -                  | -                  | -           | -           | -           | 5      | 4      |
| Totale Al-Fateh | Totale Al-Fateh | Totale Al-Fateh | 62         | 32         |                 | 3               | 1               |                    | 0                  | 0                  |             | 0           | 0           | 65     | 33     |
| gen.-giu. 2024  | Al-Ahli         | SPL             | 27         | 13         | KC              | 2               | 2               | -                  | -                  | -                  | -           | -           | -           | 29     | 15     |
| 2024-2025       | Al-Ahli         | SPL             | 12         | 2          | KC              | 1               | 0               | ACL                | 6                  | 2                  | SS          | 0           | 0           | 19     | 4      |
| Totale Al-Ahli  | Totale Al-Ahli  | Totale Al-Ahli  | 39         | 15         |                 | 3               | 2               |                    | 6                  | 2                  |             | 0           | 0           | 48     | 19     |
| Totale carriera | Totale carriera | Totale carriera | 129        | 51         |                 | 11              | 3               |                    | 19                 | 2                  |             | 1           | 0           | 160    | 56     |

### Cronologia presenze e reti in nazionale
| Cronologia completa delle presenze e delle reti in nazionale ― Arabia Saudita | Cronologia completa delle presenze e delle reti in nazionale ― Arabia Saudita | Cronologia completa delle presenze e delle reti in nazionale ― Arabia Saudita | Cronologia completa delle presenze e delle reti in nazionale ― Arabia Saudita | Cronologia completa delle presenze e delle reti in nazionale ― Arabia Saudita | Cronologia completa delle presenze e delle reti in nazionale ― Arabia Saudita | Cronologia completa delle presenze e delle reti in nazionale ― Arabia Saudita | Cronologia completa delle presenze e delle reti in nazionale ― Arabia Saudita |
| Data                                                                          | Città                                                                         | In casa                                                                       | Risultato                                                                     | Ospiti                                                                        | Competizione                                                                  | Reti                                                                          | Note                                                                          |
| ----------------------------------------------------------------------------- | ----------------------------------------------------------------------------- | ----------------------------------------------------------------------------- | ----------------------------------------------------------------------------- | ----------------------------------------------------------------------------- | ----------------------------------------------------------------------------- | ----------------------------------------------------------------------------- | ----------------------------------------------------------------------------- |
| 10-10-2019                                                                    | Gedda                                                                         | Arabia Saudita                                                                | 3 – 0                                                                         | Singapore                                                                     | Qual. Mondiali 2022                                                           | -                                                                             | 75’                                                                           |
| 15-10-2019                                                                    | Al-Ram                                                                        | Palestina                                                                     | 0 – 0                                                                         | Arabia Saudita                                                                | Qual. Mondiali 2022                                                           | -                                                                             | 76’                                                                           |
| 14-11-2019                                                                    | Tashkent                                                                      | Uzbekistan                                                                    | 2 – 3                                                                         | Arabia Saudita                                                                | Qual. Mondiali 2022                                                           | -                                                                             | 85’                                                                           |
| 19-11-2019                                                                    | Riad                                                                          | Arabia Saudita                                                                | 0 – 0                                                                         | Paraguay                                                                      | Amichevole                                                                    | -                                                                             | 69’                                                                           |
| 27-11-2019                                                                    | Doha                                                                          | Arabia Saudita                                                                | 1 – 3                                                                         | Kuwait                                                                        | Coppa delle nazioni del Golfo 2019 - 1º turno                                 | 1                                                                             |                                                                               |
| 2-12-2019                                                                     | Doha                                                                          | Oman                                                                          | 1 – 3                                                                         | Arabia Saudita                                                                | Coppa delle nazioni del Golfo 2019 - 1º turno                                 | 1                                                                             | 90+2’                                                                         |
| 5-12-2019                                                                     | Al Wakrah                                                                     | Arabia Saudita                                                                | 1 – 0                                                                         | Qatar                                                                         | Coppa delle nazioni del Golfo 2019 - Semifinali                               | -                                                                             | 90+3’                                                                         |
| 8-12-2019                                                                     | Doha                                                                          | Bahrein                                                                       | 1 – 0                                                                         | Arabia Saudita                                                                | Coppa delle nazioni del Golfo 2019 - Finale                                   | -                                                                             |                                                                               |
| 14-11-2020                                                                    | Riad                                                                          | Arabia Saudita                                                                | 3 – 0                                                                         | Giamaica                                                                      | Amichevole                                                                    | 1                                                                             | 55’                                                                           |
| 30-3-2021                                                                     | Riad                                                                          | Arabia Saudita                                                                | 3 – 0                                                                         | Palestina                                                                     | Qual. Mondiali 2022                                                           | -                                                                             | 71’                                                                           |
| 15-6-2021                                                                     | Riad                                                                          | Arabia Saudita                                                                | 3 – 0                                                                         | Uzbekistan                                                                    | Qual. Mondiali 2022                                                           | -                                                                             | 64’                                                                           |
| 7-10-2021                                                                     | Riad                                                                          | Arabia Saudita                                                                | 1 – 0                                                                         | Giappone                                                                      | Qual. Mondiali 2022                                                           | 1                                                                             | 64’                                                                           |
| 12-10-2021                                                                    | Riad                                                                          | Arabia Saudita                                                                | 3 – 2                                                                         | Cina                                                                          | Qual. Mondiali 2022                                                           | 1                                                                             | 69’                                                                           |
| 11-11-2021                                                                    | Sydney                                                                        | Australia                                                                     | 0 – 0                                                                         | Arabia Saudita                                                                | Qual. Mondiali 2022                                                           | -                                                                             | 73’                                                                           |
| 16-11-2021                                                                    | Hanoi                                                                         | Vietnam                                                                       | 0 – 1                                                                         | Arabia Saudita                                                                | Qual. Mondiali 2022                                                           | -                                                                             | 67’                                                                           |
| 4-12-2021                                                                     | Ar Rayyan                                                                     | Palestina                                                                     | 1 – 1                                                                         | Arabia Saudita                                                                | Coppa araba FIFA 2021 - 1º turno                                              | -                                                                             |                                                                               |
| 7-12-2021                                                                     | Doha                                                                          | Marocco                                                                       | 1 – 0                                                                         | Arabia Saudita                                                                | Coppa araba FIFA 2021 - 1º turno                                              | -                                                                             | 74’ 82’                                                                       |
| 27-1-2022                                                                     | Gedda                                                                         | Arabia Saudita                                                                | 1 – 0                                                                         | Oman                                                                          | Qual. Mondiali 2022                                                           | 1                                                                             | 73’                                                                           |
| 1-2-2022                                                                      | Saitama                                                                       | Giappone                                                                      | 2 – 0                                                                         | Arabia Saudita                                                                | Qual. Mondiali 2022                                                           | -                                                                             | 75’                                                                           |
| 29-3-2022                                                                     | Gedda                                                                         | Arabia Saudita                                                                | 1 – 0                                                                         | Australia                                                                     | Qual. Mondiali 2022                                                           | -                                                                             | 88’                                                                           |
| 5-6-2022                                                                      | Murcia                                                                        | Arabia Saudita                                                                | 0 – 1                                                                         | Colombia                                                                      | Amichevole                                                                    | -                                                                             | 75’                                                                           |
| 9-6-2022                                                                      | Murcia                                                                        | Arabia Saudita                                                                | 0 – 1                                                                         | Venezuela                                                                     | Amichevole                                                                    | -                                                                             | 72’                                                                           |
| 23-9-2022                                                                     | Murcia                                                                        | Arabia Saudita                                                                | 0 – 0                                                                         | Ecuador                                                                       | Amichevole                                                                    | -                                                                             | 66’                                                                           |
| 27-9-2022                                                                     | Murcia                                                                        | Arabia Saudita                                                                | 0 – 0                                                                         | Stati Uniti                                                                   | Amichevole                                                                    | -                                                                             | 66’                                                                           |
| 6-11-2022                                                                     | Abu Dhabi                                                                     | Arabia Saudita                                                                | 1 – 0                                                                         | Islanda                                                                       | Amichevole                                                                    | -                                                                             | 81’                                                                           |
| 10-11-2022                                                                    | Abu Dhabi                                                                     | Arabia Saudita                                                                | 1 – 1                                                                         | Panama                                                                        | Amichevole                                                                    | -                                                                             |                                                                               |
| 16-11-2022                                                                    | Riad                                                                          | Arabia Saudita                                                                | 0 – 1                                                                         | Croazia                                                                       | Amichevole                                                                    | -                                                                             | 80’                                                                           |
| 22-11-2022                                                                    | Lusail                                                                        | Argentina                                                                     | 1 – 2                                                                         | Arabia Saudita                                                                | Mondiali 2022 - 1º turno                                                      | -                                                                             | 89’                                                                           |
| 26-11-2022                                                                    | Al Rayyan                                                                     | Polonia                                                                       | 2 – 0                                                                         | Arabia Saudita                                                                | Mondiali 2022 - 1º turno                                                      | -                                                                             |                                                                               |
| 30-11-2022                                                                    | Lusail                                                                        | Arabia Saudita                                                                | 1 – 2                                                                         | Messico                                                                       | Mondiali 2022 - 1º turno                                                      | -                                                                             |                                                                               |
| 24-3-2023                                                                     | Gedda                                                                         | Arabia Saudita                                                                | 1 – 2                                                                         | Venezuela                                                                     | Amichevole                                                                    | -                                                                             | 74’                                                                           |
| 28-3-2023                                                                     | Gedda                                                                         | Arabia Saudita                                                                | 1 – 2                                                                         | Bolivia                                                                       | Amichevole                                                                    | -                                                                             | 64’                                                                           |
| 8-9-2023                                                                      | Newcastle upon Tyne                                                           | Arabia Saudita                                                                | 1 – 3                                                                         | Costa Rica                                                                    | Amichevole                                                                    | -                                                                             |                                                                               |
| 12-9-2023                                                                     | Newcastle upon Tyne                                                           | Corea del Sud                                                                 | 1 – 0                                                                         | Arabia Saudita                                                                | Amichevole                                                                    | -                                                                             | 46’                                                                           |
| 13-10-2023                                                                    | Portimão                                                                      | Arabia Saudita                                                                | 2 – 2                                                                         | Nigeria                                                                       | Amichevole                                                                    | -                                                                             | 46’                                                                           |
| 17-10-2023                                                                    | Portimão                                                                      | Arabia Saudita                                                                | 1 – 3                                                                         | Mali                                                                          | Amichevole                                                                    | -                                                                             | 64’                                                                           |
| 4-1-2024                                                                      | Al Wakrah                                                                     | Arabia Saudita                                                                | 1 – 0                                                                         | Libano                                                                        | Amichevole                                                                    | 1                                                                             |                                                                               |
| 16-1-2024                                                                     | Doha                                                                          | Arabia Saudita                                                                | 2 – 1                                                                         | Oman                                                                          | Coppa d'Asia 2023 - 1º turno                                                  | -                                                                             | 83’                                                                           |
| 21-1-2024                                                                     | Ar Rayyan                                                                     | Kirghizistan                                                                  | 0 – 2                                                                         | Arabia Saudita                                                                | Coppa d'Asia 2023 - 1º turno                                                  | -                                                                             | 77’                                                                           |
| 26-3-2024                                                                     | Dušanbe                                                                       | Tagikistan                                                                    | 1 – 1                                                                         | Arabia Saudita                                                                | Qual. Mondiali 2026                                                           | 1                                                                             | 90+3’                                                                         |
| 6-6-2024                                                                      | Islamabad                                                                     | Pakistan                                                                      | 0 – 3                                                                         | Arabia Saudita                                                                | Qual. Mondiali 2026                                                           | 2                                                                             |                                                                               |
| 11-6-2024                                                                     | Riad                                                                          | Arabia Saudita                                                                | 1 – 2                                                                         | Giordania                                                                     | Qual. Mondiali 2026                                                           | -                                                                             | 63’                                                                           |
| 5-9-2024                                                                      | Riad                                                                          | Arabia Saudita                                                                | 1 – 1                                                                         | Indonesia                                                                     | Qual. Mondiali 2026                                                           | -                                                                             | 58’                                                                           |
| 10-9-2024                                                                     | Dalian                                                                        | Cina                                                                          | 1 – 2                                                                         | Arabia Saudita                                                                | Qual. Mondiali 2026                                                           | -                                                                             | 81’                                                                           |
| 10-10-2024                                                                    | Gedda                                                                         | Arabia Saudita                                                                | 0 – 2                                                                         | Giappone                                                                      | Qual. Mondiali 2026                                                           | -                                                                             | 82’                                                                           |
| 15-10-2024                                                                    | Gedda                                                                         | Arabia Saudita                                                                | 0 – 0                                                                         | Bahrein                                                                       | Qual. Mondiali 2026                                                           | -                                                                             | 46’                                                                           |
| 14-11-2024                                                                    | Melbourne                                                                     | Australia                                                                     | 0 – 0                                                                         | Arabia Saudita                                                                | Qual. Mondiali 2026                                                           | -                                                                             | 90+7’                                                                         |
| 19-11-2024                                                                    | Giacarta                                                                      | Indonesia                                                                     | 2 – 0                                                                         | Arabia Saudita                                                                | Qual. Mondiali 2026                                                           | -                                                                             | 61’                                                                           |
| 20-3-2025                                                                     | Riad                                                                          | Arabia Saudita                                                                | 1 – 0                                                                         | Cina                                                                          | Qual. Mondiali 2026                                                           | -                                                                             | 72’                                                                           |
| 25-3-2025                                                                     | Saitama                                                                       | Giappone                                                                      | 0 – 0                                                                         | Arabia Saudita                                                                | Qual. Mondiali 2026                                                           | -                                                                             | 90+2’                                                                         |
| 5-6-2025                                                                      | Riffa                                                                         | Bahrein                                                                       | 0 – 2                                                                         | Arabia Saudita                                                                | Qual. Mondiali 2026                                                           | -                                                                             | 79’                                                                           |
| 10-6-2025                                                                     | Gedda                                                                         | Arabia Saudita                                                                | 1 – 2                                                                         | Australia                                                                     | Qual. Mondiali 2026                                                           | -                                                                             | 86’                                                                           |
| 15-6-2025                                                                     | San Diego                                                                     | Haiti                                                                         | 0 – 1                                                                         | Arabia Saudita                                                                | Gold Cup 2025 - 1º turno                                                      | -                                                                             | 62’                                                                           |
| 19-6-2025                                                                     | Austin                                                                        | Arabia Saudita                                                                | 0 – 1                                                                         | Stati Uniti                                                                   | Gold Cup 2025 - 1º turno                                                      | -                                                                             | 85’                                                                           |
| 22-6-2025                                                                     | Paradise                                                                      | Arabia Saudita                                                                | 1 – 1                                                                         | Trinidad e Tobago                                                             | Gold Cup 2025 - 1º turno                                                      | 1                                                                             |                                                                               |
| 28-6-2025                                                                     | Glendale                                                                      | Messico                                                                       | 2 – 0                                                                         | Arabia Saudita                                                                | Gold Cup 2025 - Quarti di finale                                              | -                                                                             |                                                                               |
| Totale                                                                        |                                                                               | Presenze                                                                      | 56                                                                            |                                                                               | Reti                                                                          | 11                                                                            |                                                                               |

| Cronologia completa delle presenze e delle reti in nazionale ― Arabia Saudita under 23 | Cronologia completa delle presenze e delle reti in nazionale ― Arabia Saudita under 23 | Cronologia completa delle presenze e delle reti in nazionale ― Arabia Saudita under 23 | Cronologia completa delle presenze e delle reti in nazionale ― Arabia Saudita under 23 | Cronologia completa delle presenze e delle reti in nazionale ― Arabia Saudita under 23 | Cronologia completa delle presenze e delle reti in nazionale ― Arabia Saudita under 23 | Cronologia completa delle presenze e delle reti in nazionale ― Arabia Saudita under 23 | Cronologia completa delle presenze e delle reti in nazionale ― Arabia Saudita under 23 |
| Data                                                                                   | Città                                                                                  | In casa                                                                                | Risultato                                                                              | Ospiti                                                                                 | Competizione                                                                           | Reti                                                                                   | Note                                                                                   |
| -------------------------------------------------------------------------------------- | -------------------------------------------------------------------------------------- | -------------------------------------------------------------------------------------- | -------------------------------------------------------------------------------------- | -------------------------------------------------------------------------------------- | -------------------------------------------------------------------------------------- | -------------------------------------------------------------------------------------- | -------------------------------------------------------------------------------------- |
| 9-1-2020                                                                               | Rangsit                                                                                | Giappone under 23                                                                      | 1 – 2                                                                                  | Arabia Saudita under 23                                                                | Coppa d'Asia AFC Under-23 2020                                                         | -                                                                                      | 66’                                                                                    |
| 12-1-2020                                                                              | Rangsit                                                                                | Arabia Saudita under 23                                                                | 0 – 0                                                                                  | Qatar under 23                                                                         | Coppa d'Asia AFC Under-23 2020                                                         | -                                                                                      | 66’                                                                                    |
| 15-1-2020                                                                              | Rangsit                                                                                | Arabia Saudita under 23                                                                | 1 – 0                                                                                  | Siria under 23                                                                         | Coppa d'Asia AFC Under-23 2020                                                         | 1                                                                                      |                                                                                        |
| 18-1-2020                                                                              | Rangsit                                                                                | Arabia Saudita under 23                                                                | 1 – 0                                                                                  | Thailandia under 23                                                                    | Coppa d'Asia AFC Under-23 2020                                                         | -                                                                                      | 90’                                                                                    |
| 26-1-2020                                                                              | Bangkok                                                                                | Corea del Sud under 23                                                                 | 1 – 0 dts                                                                              | Arabia Saudita under 23                                                                | Coppa d'Asia AFC Under-23 2020                                                         | -                                                                                      | 67’                                                                                    |
| 30-10-2021                                                                             | Tashkent                                                                               | Kuwait under 23                                                                        | 2 – 1                                                                                  | Arabia Saudita under 23                                                                | Qualificazioni Coppa d'Asia AFC Under-23 2022                                          | 1                                                                                      |                                                                                        |
| 2-11-2021                                                                              | Tashkent                                                                               | Arabia Saudita under 23                                                                | 3 – 0                                                                                  | Bangladesh under 23                                                                    | Qualificazioni Coppa d'Asia AFC Under-23 2022                                          | -                                                                                      |                                                                                        |
| 12-6-2022                                                                              | Tashkent                                                                               | Arabia Saudita under 23                                                                | 2 – 0                                                                                  | Vietnam under 23                                                                       | Coppa d'Asia AFC Under-23 2022                                                         | 1                                                                                      | 83’                                                                                    |
| 15-6-2022                                                                              | Tashkent                                                                               | Australia under 23                                                                     | 0 – 2                                                                                  | Arabia Saudita under 23                                                                | Coppa d'Asia AFC Under-23 2022                                                         | -                                                                                      |                                                                                        |
| 19-6-2022                                                                              | Tashkent                                                                               | Uzbekistan under 23                                                                    | 0 – 2                                                                                  | Arabia Saudita under 23                                                                | Coppa d'Asia AFC Under-23 2022                                                         | 1                                                                                      |                                                                                        |
| Totale                                                                                 |                                                                                        | Presenze                                                                               | 10                                                                                     |                                                                                        | Reti                                                                                   | 4                                                                                      |                                                                                        |

## Palmarès

### Club

#### Competizioni nazionali
- Campionato saudita: 1

Al-Nassr: 2018-2019
- Supercoppa saudita: 2

Al-Nassr: 2019, 2020

#### Competizioni internazionali
- AFC Champions League Elite: 1

Al-Ahli: 2024-2025

### Nazionale
- Coppa d'Asia Under-19: 1

2018
- Coppa d'Asia Under-23: 1

2022